# Oscar F. Laurin
Oscar F. Laurin, född 1865 i Halmstad, död 1950 i Malmö, var en svensk företagsledare.
Laurin blev 1910 verkställande direktör i AB Bleckvarufabriken i Malmö. År 1919 blev han VD i AB Plåtmanufaktur (PLM), som i december 1918 hade bildats genom sammanslagning av AB Bleckvarufabriken och två andra företag, och stannade på posten till 1943.
Han var far till Knut Laurin, som efterträdde honom som VD i PLM, och farfar till Ulf Laurin. Oscar F. Laurin är begravd på Sankt Pauli mellersta kyrkogård i Malmö.